# Lekkoatletyka na Letnich Igrzyskach Olimpijskich 1984 – bieg na 200 m mężczyzn
Bieg na 200 metrów mężczyzn podczas XXIII Letnich Igrzysk Olimpijskich w Los Angeles rozegrano 6 (eliminacje i ćwierćfinały) i 8 sierpnia 1984 (półfinały i finał) na stadionie Los Angeles Memorial Coliseum. Zwycięzcą został reprezentant Stanów Zjednoczonych Carl Lewis, który na tych igrzyskach zdobył złote medale również w biegu na 100 metrów, sztafecie 4 × 100 metrów i skoku w dal. W finale ustanowił rekord olimpijski uzyskując czas 19,80 s.

## Rekordy

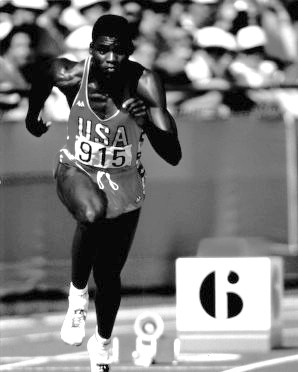
Carl Lewis

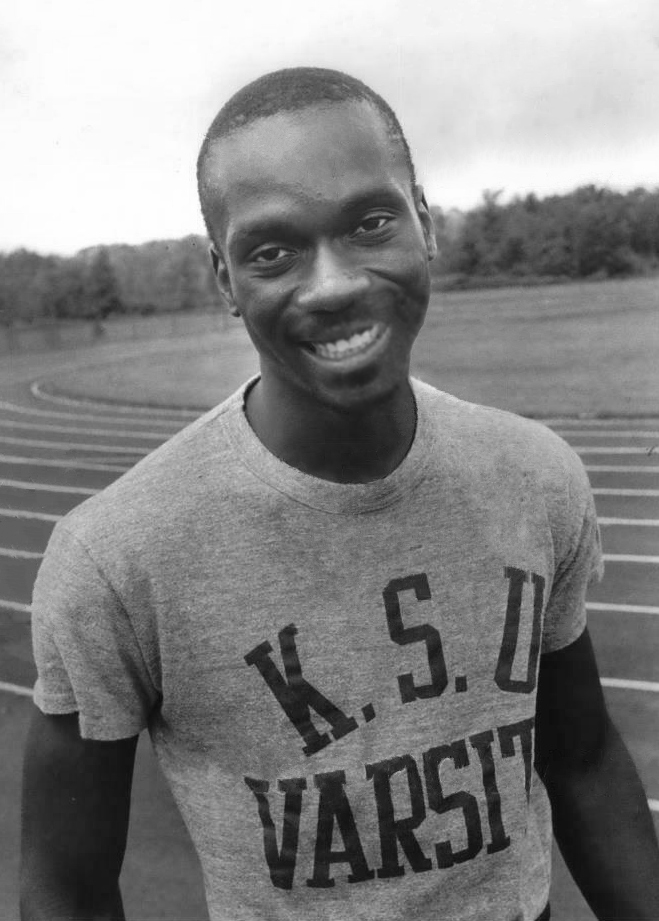
Thomas Jefferson

|                   | Zawodnik      | Narodowość        | Czas  | Data                      | Miejsce |
| ----------------- | ------------- | ----------------- | ----- | ------------------------- | ------- |
| Rekord świata     | Pietro Mennea | Włochy            | 19,72 | 12 września 1979(dts)     | Meksyk  |
| Rekord olimpijski | Tommie Smith  | Stany Zjednoczone | 19,83 | 16 października 1968(dts) | Meksyk  |

## Wyniki
| Poz. - pozycja |
| – rekord świata \| – rekord krajowy \| – rekord życiowy \| = – wyrównany rekord życiowy \| · – najlepszy wynik w sezonie \| = – wyrównany najlepszy wynik w sezonie \| – rekord olimpijski |
| Fn – falstart \| DNF – nie ukończył \| DNS – nie wystartował \| DSQ – zdyskwalifikowany |

### Eliminacje
Rozegrano dziesięć biegów eliminacyjnych. Do ćwierćfinałów awansowało po trzech najlepszych zawodników z każdego biegu (Q) oraz dwóch z najlepszymi czasami spośród pozostałych (q).

#### Bieg 1
Wiatr: +0,3 m/s
| Poz. | Zawodnik              | Narodowość               | Rezultat | Uwagi |
| ---- | --------------------- | ------------------------ | -------- | ----- |
| 1    | Pietro Mennea         | Włochy                   | 20,70    | Q     |
| 2    | Peter Van Miltenburg  | Australia                | 21,06    | Q     |
| 3    | Robson da Silva       | Brazylia                 | 21,08    | Q     |
| 4    | Georges Kablan Degnan | Wybrzeże Kości Słoniowej | 21,39    |       |
| 5    | Earl Haley            | Gujana                   | 21,52    |       |
| 6    | Inoke Bainimoli       | Fidżi                    | 22,16    |       |
| 7    | Saidur Rahman Dawn    | Bangladesz               | 22,59    |       |
| –    | Emmanuel Bitanga      | Kamerun                  | DNF      |       |

#### Bieg 2
Wiatr: +0,6 m/s
| Poz. | Zawodnik            | Narodowość      | Rezultat | Uwagi |
| ---- | ------------------- | --------------- | -------- | ----- |
| 1    | Leroy Reid          | Jamajka         | 20,62    | Q     |
| 2    | Ralf Lübke          | RFN             | 20,88    | Q     |
| 3    | Luke Watson         | Wielka Brytania | 21,26    | Q     |
| 4    | Yu Zhuanghui        | Chiny           | 21,48    |       |
| 5    | Nordin Mohamed Jadi | Malezja         | 21,88    |       |
| 6    | Gregory Simons      | Bermudy         | 21,88    |       |
| 7    | James Idun          | Ghana           | 22,55    |       |
| 8    | Glen Abrahams       | Kostaryka       | 22,75    |       |

#### Bieg 3
Wiatr: –0,2 m/s
| Poz. | Zawodnik           | Narodowość | Rezultat | Uwagi |
| ---- | ------------------ | ---------- | -------- | ----- |
| 1    | Carlo Simionato    | Włochy     | 21,06    | Q     |
| 2    | Dudley Parker      | Bahamy     | 21,12    | Q     |
| 3    | Jürgen Evers       | RFN        | 21,12    | Q     |
| 4    | Florencio Aguilar  | Panama     | 21,50    |       |
| 5    | Omar Faye          | Gambia     | 21,56    |       |
| 6    | Mohammad Mansha    | Pakistan   | 22,04    |       |
| 7    | Christian Nenepath | Indonezja  | 22,20    |       |
| 8    | Clifford Mamba     | Suazi      | 22,76    |       |

#### Bieg 4
Wiatr: +1,4 m/s
| Poz. | Zawodnik          | Narodowość        | Rezultat | Uwagi |
| ---- | ----------------- | ----------------- | -------- | ----- |
| 1    | Thomas Jefferson  | Stany Zjednoczone | 20,63    | Q     |
| 2    | Desai Williams    | Kanada            | 20,70    | Q     |
| 3    | João da Silva     | Brazylia          | 20,70    | Q     |
| 4    | Jamal Al-Abdullah | Katar             | 21,10    | q     |
| 5    | Paul Narracott    | Australia         | 21,20    |       |
| 6    | Larry Miller      | Antigua i Barbuda | 21,93    |       |
| 7    | Markus Büchel     | Liechtenstein     | 22,14    |       |
| 8    | Augustus Moulton  | Liberia           | 22,94    |       |

#### Bieg 5
Wiatr: +0,9 m/s
| Poz. | Zawodnik          | Narodowość | Rezultat | Uwagi |
| ---- | ----------------- | ---------- | -------- | ----- |
| 1    | Patrick Barré     | Francja    | 20,88    | Q     |
| 2    | Fred Martin       | Australia  | 20,98    | Q     |
| 3    | Gus Young         | Jamajka    | 21,14    | Q     |
| 4    | Alfred Nyambane   | Kenia      | 21,35    |       |
| 5    | Hiroki Fuwa       | Japonia    | 21,37    |       |
| 6    | Henry Ngolwe      | Zambia     | 21,58    |       |
| 7    | Antoine Kiakouama | Kongo      | 21,64    |       |
| 8    | Odiya Silweya     | Malawi     | 22,46    |       |

#### Bieg 6
Wiatr: +0,8 m/s
| Poz. | Zawodnik           | Narodowość                 | Rezultat | Uwagi |
| ---- | ------------------ | -------------------------- | -------- | ----- |
| 1    | Don Quarrie        | Jamajka                    | 20,84    | Q     |
| 2    | Ade Mafe           | Wielka Brytania            | 21,24    | Q     |
| 3    | Tony Sharpe        | Kanada                     | 21,31    | Q     |
| 4    | Sumet Promna       | Tajlandia                  | 21,53    |       |
| 5    | Lindel Hodge       | Brytyjskie Wyspy Dziewicze | 22,28    |       |
| 6    | Mohamed Al-Hashimi | Oman                       | 22,83    |       |
| 7    | Aldo Salandra      | Salwador                   | 22,90    |       |
| 8    | Jean-Yves Mallat   | Liban                      | 22,91    |       |

#### Bieg 7
Wiatr: +0,6 m/s
| Poz. | Zawodnik               | Narodowość          | Rezultat | Uwagi |
| ---- | ---------------------- | ------------------- | -------- | ----- |
| 1    | Carl Lewis             | Stany Zjednoczone   | 21,02    | Q     |
| 2    | Atlee Mahorn           | Kanada              | 21,42    | Q     |
| 3    | Julien Thode           | Antyle Holenderskie | 21,62    | Q     |
| 4    | Manuel Ramírez         | Kolumbia            | 21,71    |       |
| 5    | Henrique Ferreira      | Mozambik            | 21,87    |       |
| 6    | Luís Barroso           | Portugalia          | 22,03    |       |
| 7    | Christopher Madzokere  | Zimbabwe            | 22,75    |       |
| –    | Kgosiemang Khumoyarano | Botswana            | DNS      |       |

#### Bieg 8
Wiatr: +0,4 m/s
| Poz. | Zawodnik         | Narodowość                           | Rezultat | Uwagi |
| ---- | ---------------- | ------------------------------------ | -------- | ----- |
| 1    | Kirk Baptiste    | Stany Zjednoczone                    | 20,63    | Q     |
| 2    | Luis Morales     | Portoryko                            | 21,05    | Q     |
| 3    | Neville Hodge    | Wyspy Dziewicze Stanów Zjednoczonych | 21,12    | Q     |
| 4    | Ali Bakhta       | Algieria                             | 21,15    | q     |
| 5    | Arnaldo da Silva | Brazylia                             | 21,24    |       |
| 6    | Lapule Tamean    | Papua-Nowa Gwinea                    | 21,97    |       |
| 7    | Gustavo Envela   | Gwinea Równikowa                     | 22,14    |       |
| 8    | Emilio Samayoa   | Gwatemala                            | 22,19    |       |

#### Bieg 9
Wiatr: +1,5 m/s
| Poz. | Zawodnik                | Narodowość        | Rezultat | Uwagi |
| ---- | ----------------------- | ----------------- | -------- | ----- |
| 1    | Stefano Tilli           | Włochy            | 20,72    | Q     |
| 2    | Jean-Jacques Boussemart | Francja           | 20,82    | Q     |
| 3    | Mohamed Purnomo         | Indonezja         | 21,01    | Q     |
| 4    | David Sawyerr           | Sierra Leone      | 21,29    |       |
| 5    | Ivan Benjamin           | Sierra Leone      | 21,54    |       |
| 6    | Moussa Savadogo         | Mali              | 21,72    |       |
| 7    | Denis Rose              | Seszele           | 21,84    |       |
| –    | Hasely Crawford         | Trynidad i Tobago | DNS      |       |

#### Bieg 10
Wiatr: +0,4 m/s
| Poz. | Zawodnik       | Narodowość       | Rezultat | Uwagi |
| ---- | -------------- | ---------------- | -------- | ----- |
| 1    | Jang Jae-keun  | Korea Południowa | 21,32    | Q     |
| 2    | John Goville   | Uganda           | 21,59    | Q     |
| 3    | John Mayers    | Barbados         | 21,70    | Q     |
| 4    | Nelson Erazo   | Portoryko        | 21,72    |       |
| 5    | Damel Flowers  | Belize           | 21,72    |       |
| 6    | Daniel André   | Mauritius        | 22,16    |       |
| –    | Christian Haas | RFN              | DNS      |       |
| –    | Allan Wells    | Wielka Brytania  | DNS      |       |

### Ćwierćfinały
Rozegrano cztery biegi ćwierćfinałowe. Do półfinałów awansowało po czterech najlepszych zawodników z każdego biegu.

#### Bieg 1
Wiatr: –0,5 m/s
| Poz. | Zawodnik        | Narodowość        | Rezultat | Uwagi |
| ---- | --------------- | ----------------- | -------- | ----- |
| 1    | Carl Lewis      | Stany Zjednoczone | 20,48    | Q     |
| 2    | Stefano Tilli   | Włochy            | 20,64    | Q     |
| 3    | Atlee Mahorn    | Kanada            | 20,69    | Q     |
| 4    | Luis Morales    | Portoryko         | 20,82    | Q     |
| 5    | Mohamed Purnomo | Indonezja         | 20,93    |       |
| 6    | Patrick Barré   | Francja           | 20,95    |       |
| 7    | Dudley Parker   | Bahamy            | 21,10    |       |
| 8    | Ali Bakhta      | Algieria          | 21,35    |       |

#### Bieg 2
Wiatr: +2,2 m/s
| Poz. | Zawodnik       | Narodowość       | Rezultat | Uwagi |
| ---- | -------------- | ---------------- | -------- | ----- |
| 1    | Desai Williams | Kanada           | 20,40 w  | Q     |
| 2    | Pietro Mennea  | Włochy           | 20,50 w  | Q     |
| 3    | Ade Mafe       | Wielka Brytania  | 20,55 w  | Q     |
| 4    | João da Silva  | Brazylia         | 20,61 w  | Q     |
| 5    | Jürgen Evers   | RFN              | 20,95 w  |       |
| 6    | Jang Jae-keun  | Korea Południowa | 21,14 w  |       |
| 7    | John Mayers    | Barbados         | 21,46 w  |       |
| –    | Leroy Reid     | Jamajka          | DNF      |       |

#### Bieg 3
Wiatr: –0,7 m/s
| Poz. | Zawodnik                | Narodowość          | Rezultat | Uwagi |
| ---- | ----------------------- | ------------------- | -------- | ----- |
| 1    | Thomas Jefferson        | Stany Zjednoczone   | 20,47    | Q     |
| 2    | Jean-Jacques Boussemart | Francja             | 20,54    | Q     |
| 3    | Don Quarrie             | Jamajka             | 20,57    | Q     |
| 4    | Robson da Silva         | Brazylia            | 20,88    | Q     |
| 5    | Julien Thode            | Antyle Holenderskie | 21,45    |       |
| 6    | Tony Sharpe             | Kanada              | 21,46    |       |
| 7    | John Goville            | Uganda              | 21,55    |       |
| –    | Fred Martin             | Australia           | DNS      |       |

#### Bieg 4
Wiatr: –0,3 m/s
| Poz. | Zawodnik             | Narodowość                           | Rezultat | Uwagi |
| ---- | -------------------- | ------------------------------------ | -------- | ----- |
| 1    | Kirk Baptiste        | Stany Zjednoczone                    | 20,48    | Q     |
| 2    | Ralf Lübke           | RFN                                  | 20,57    | Q     |
| 3    | Gus Young            | Jamajka                              | 20,75    | Q     |
| 4    | Carlo Simionato      | Włochy                               | 20,86    | Q     |
| 5    | Peter Van Miltenburg | Australia                            | 21,09    |       |
| 6    | Luke Watson          | Wielka Brytania                      | 21,14    |       |
| 7    | Jamal Al-Abdullah    | Katar                                | 21,44    |       |
| –    | Neville Hodge        | Wyspy Dziewicze Stanów Zjednoczonych | DNS      |       |

### Półfinały
Rozegrano dwa biegi półfinałowe. Do finału awansowało po czterech najlepszych zawodników z każdego biegu.

#### Bieg 1
Wiatr: +0,7 m/s
| Poz. | Zawodnik                | Narodowość        | Rezultat | Uwagi |
| ---- | ----------------------- | ----------------- | -------- | ----- |
| 1    | Kirk Baptiste           | Stany Zjednoczone | 20,29    | Q     |
| 2    | Thomas Jefferson        | Stany Zjednoczone | 20,40    | Q     |
| 3    | Pietro Mennea           | Włochy            | 20,47    | Q     |
| 4    | Jean-Jacques Boussemart | Francja           | 20,55    | Q     |
| 5    | Atlee Mahorn            | Kanada            | 20,77    |       |
| 6    | Robson da Silva         | Brazylia          | 20,80    |       |
| 7    | Gus Young               | Jamajka           | 21,17    |       |
| 8    | Luis Morales            | Portoryko         | 21,22    |       |

#### Bieg 2
Wiatr: –2,2 m/s
| Poz. | Zawodnik        | Narodowość        | Rezultat | Uwagi |
| ---- | --------------- | ----------------- | -------- | ----- |
| 1    | Carl Lewis      | Stany Zjednoczone | 20,27    | Q     |
| 2    | João da Silva   | Brazylia          | 20,61    | Q     |
| 3    | Ade Mafe        | Wielka Brytania   | 20,63    | Q     |
| 4    | Ralf Lübke      | RFN               | 20,67    | Q     |
| 5    | Desai Williams  | Kanada            | 20,70    |       |
| 6    | Stefano Tilli   | Włochy            | 20,72    |       |
| 7    | Don Quarrie     | Jamajka           | 20,77    |       |
| 8    | Carlo Simionato | Włochy            | 20,92    |       |

### Finał
Wiatr: –0,9 m/s
| Poz. | Zawodnik                | Narodowość        | Rezultat | Uwagi |
| ---- | ----------------------- | ----------------- | -------- | ----- |
| 1    | Carl Lewis              | Stany Zjednoczone | 19,80    | [ 1 ] |
| 2    | Kirk Baptiste           | Stany Zjednoczone | 19,96    |       |
| 3    | Thomas Jefferson        | Stany Zjednoczone | 20,26    |       |
| 4    | João da Silva           | Brazylia          | 20,30    | [ 3 ] |
| 5    | Ralf Lübke              | RFN               | 20,51    |       |
| 6    | Jean-Jacques Boussemart | Francja           | 20,55    |       |
| 7    | Pietro Mennea           | Włochy            | 20,55    |       |
| 8    | Ade Mafe                | Wielka Brytania   | 20,85    |       |